# 邳州
邳州（ひしゅう）は、中国にかつて存在した州。北周から隋代にかけて、金代から民国初年にかけて、現在の江蘇省邳州市一帯に設置された。

## 魏晋南北朝時代
525年（孝昌元年）、北魏により設置された東徐州を前身とする。南朝梁により武州、東魏により東徐州、北周により邳州と改称された。

## 隋代
隋初には、邳州は3郡3県を管轄した。605年（大業元年）、邳州は廃止され、管轄県は泗州に統合された。

## 宋代
982年（太平興国7年）、北宋により徐州下邳県に淮陽軍が置かれた。淮陽軍は京東東路に属し、下邳・宿遷の2県を管轄した。
1215年（貞祐3年）、金により淮陽軍は邳州と改められた。邳州は山東西路に属し、下邳・宿遷・蘭陵の3県を管轄した。

## 元代
元のとき、邳州は帰徳府に属し、下邳・宿遷・睢寧の3県を管轄した。

## 明代以降
1369年（洪武2年）、明により下邳県は廃止され、邳州に編入された。邳州は淮安府に属し、宿遷・睢寧の2県を管轄した。
1724年（雍正2年）、清により邳州は直隷州に昇格した。1733年（雍正11年）、邳州は徐州府に転属し、属県を持たない散州となった。
1912年、中華民国により邳州は廃止され、邳県と改められた。